# Bernardino Vázquez de Tapia
Bernardino Vázquez de Tapia fue un soldado conquistador español, regidor de la Villa Rica de la Vera Cruz, regidor y alcalde de la Ciudad de México, encomendero, corregidor de Ecatepec así como cronista de Indias. Originario de Torralba de Oropesa, Provincia de Toledo, se estima que nació en la última década del siglo XV. Fue hijo de Pedro Sánchez Vázquez y Marina Alfonsa de Balboa, a pesar de quedar huérfano a temprana edad, fue respaldado por prominentes familiares: 

"Bernardino Vázquez de Tapia, vecino y regidor de esta gran ciudad de Tenuxtitlan México, advirtiendo lo mandado por Vuestra Ilustrísima Señoría, digo que soy natural de Oropesa, aunque pocas veces he estado en ella, y soy hijo de Pedro Sánchez Vázquez, hermano del doctor Pedro Vázquez de Oropesa, catedrático en Salamanca, y de Marina Alfonso de Balboa, hermana de don Francisco Álvarez, abad de Toro, inquisidor en reinos y otras provincias y ciudades muchos años; con los cuales dichos mis tíos yo me crie por faltarme mis padres, todos los cuales y mis hermanos y mis abuelos y otros deudos sirvieron mucho a la Corona Real..."
Bernardino Vázquez de Tapia, 1542

## Castilla de Oro y Cuba
Viajó al continente americano, estando bajo las órdenes de Pedro Arias Dávila en Castilla de Oro, actual territorio de Colombia y Panamá;  regresó a la isla de Cuba participando en las “campañas de pacificación”, por lo que terminadas las actividades militares fue encomendero en la isla.

## Expedición de Grijalva y conquista de México
En 1518, participó como alférez general en la expedición capitaneada por Juan de Grijalva a la península de Yucatán, Tabasco y Veracruz.  Al año siguiente, en 1519 se unió a las fuerzas armadas de Hernán Cortés,  fue nombrado regidor del ayuntamiento de la Villa Rica de la Vera Cruz, y participó en la conquista de Tenochtitlan.
Una vez pactada la alianza con los tlaxcaltecas, realizó una inspección de avanzada junto con Pedro de Alvarado cuyo objetivo era determinar la mejor ruta a tomar por los conquistadores españoles hacia Tenochtitlan, pero en la misión cayó enfermo con fuertes calenturas quedándose en un pueblo. Más tarde se reunió nuevamente con el resto de la tropa en Cholula. Vázquez de Tapia fue quién acusó a Pedro de Alvarado de haber torturado a Cacama, rey de Texcoco.

## Carrera política
Terminada la conquista de México, Vázquez de Tapia tuvo a su cargo las encomiendas de Huitzilopochco, Cuametitlan y Tlapa, las minas de Ayoteco, y el pueblo de Churubusco por lo que su fortuna personal aumentó, Bernal Díaz del Castillo en su Historia verdadera de la conquista de la Nueva España describió a  Vázquez de Tapia como "persona prominente y rica".  Además se integró a la sociedad política del Virreinato de Nueva España, fue regidor del ayuntamiento de la Ciudad de México en 1524, y fue  alcalde en 1526, 1541 y 1549.
En 1552 fue nombrado “Alférez Real” y regidor decano del ayuntamiento (en su relación de méritos dice haber sido regidor por 22 años), durante su vida política tuvo desavenencias con Hernán Cortés y con el virrey Antonio de Mendoza.

## Cronista
Siendo aún rey Carlos V,  el obispo dominico Bartolomé de las Casas promovió que en las Leyes de Indias se contemplará que los oficiales reales no tuvieran derecho a las encomiendas y que éstas dejaran de ser hereditarias.  El rey Carlos V autorizó estas “Leyes Nuevas” el 20 de noviembre de 1542 causando una gran controversia en el Continente americano, a tal punto que en el Virreinato del Perú, Gonzalo Pizarro llevó a cabo una rebelión de los encomenderos logrando deponer al virrey Blasco Núñez Vela.
En la Nueva España, el virrey Antonio de Mendoza, difirió la entrada en vigor de las “Leyes Nuevas” realizando una apelación conjunta con todos los encomenderos quienes aportaron muchísimas relaciones de méritos y servicios. Este fue el motivo de la redacción de la “Relación de méritos y servicios del conquistador Bernardino Vázquez de Tapia, vecino y regidor de esta gran ciudad de Tenuxtitlan México”, que relata las acciones militares en las que tomó parte el autor, actualmente el documento se encuentra en la Real Biblioteca de San Lorenzo de El Escorial. 

Su relación, que de manera fortuita se convertiría en una de las muy escasas crónicas primarias de los hechos de la conquista, se caracteriza por mezclar elementos históricos y fantásticos, como por ejemplo en su relato de la batalla de Centla, en cuya versión, la contienda se definió gracias a la aparición milagrosa de un caballo blanco, en alusión directa a la intervención del apóstol Santiago en la leyenda de la batalla del Clavijo. 
"y que aquí se vió un gran milagro, que, estando en gran peligro en la batalla, se vió andar peleando uno de un caballo blanco, a cuya causa se desbarataron los indios, el cual caballo no había entre los que traíamos". Bernardino Vázquez de Tapia 

## Conflicto con Hernán Cortés
Para contrapesar el poder político de Cortés, en 1528 la corona de Castilla instituyó por cédula real la Real Audiencia de México, presidida por Nuño de Guzmán. Para entonces, Vazquez de Tapia ya sostenía una cruda enemistad con Hernán Cortés −a raiz de una vieja deuda−, y posiblemente por eso, fue nombrado junto con Antonio de Carbajal para conducir el juicio de residencia en contra del extremeño.
Durante el proceso, vertió comprometedoras declaraciones en contra de Cortés, a quien acusó de robar 25.000 pesos del tesoro real; de matar y esclavizar a miles de indios en Cholula, Tlaxcala y Tenochtitlan; entre otras atrocidades.

«El dicho Bemaldino Vázquez de Tapia so cargo del juramento que tiene hecho para averiguascion de lo de las dos hermanas fijas de Motezuma con quien el dicho D. Fernando tuvo asceso carnal dixo que lo que deste caso sabe es que la primera vez quel dicho D. Fernando Cortes entro en esta cibdad vido que Motezuma señor desta Nueva España que a la sazón hera dio al dicho D. Fernando Cortes como dicho a una fija suya que se dezia Doña Ana e otra que se dezia Doña Ines e que con la dicha Doña Ana tenia asceso camal como dicho a fue preguntado sy sabe quel dicho D. Femando aya tenido asceso camal con otra hermana o parienta dentro del quarto grado de la dicha Doña Ana dixo que vido en casa del dicho D. Femando Cortes una señora que se dezia Da. Elvira que dezian publicamente que hera parienta muy cercana de la dicha Doña Ana e dezian questava preñada del dicho D. Fernando e asy mismo este testigo vido en casa del dicho D. Fernando a otra señora fija del señor de Tezcuco que se dezia Doña Francisca que asy mismo dezian que heran parientas e oyo dezir quel dicho D. Fernando Cortes se hechava con ellas carnalmente. preguntado a que personas lo oyo dezir dixo que no se acuerda mas de quanto se sospechava segund las maneras deldicho D. Femando que lo haría e questo es lo que sabe e la verdad para el dicho juramento que tiene hecho.» 

Bernardino Vázquez de Tapia

Pasó algunos años en la Península, testificando en varios procesos contra Cortés, quien, en venganza, consiguió que lo encarcelaran por un tiempo en Sevilla.A su regresó a la Nueva España recibió la regencia de la Ciudad de México, además de las ricas encomiendas de Churubusco, Cuametitlán y Tlapa. 
El 20 de octubre de 1545, el Consejo de Indias derogó las polémicas Leyes Nuevas, tanto por la apelación en el virreinato de Nueva España  como por las sublevaciones en el virreinato del Perú.
En 1542 Vázquez de Tapia fue miembro y rector de la cofradía que fundó el “Colegio de la niñas de nuestra señora de la caridad”, y adquirió una casa para utilizarla como recinto del colegio, ese inmueble actualmente es el edificio del “Club de banqueros de México”.
En ese mismo año se redactó “La probanza de méritos y servicios de doña Marina”, en donde Vázquez de Tapia declaró tener una edad de más de cuarenta años, es por esta razón  que se puede hacer un cálculo estimado del año de su nacimiento, actualmente el documento de doña Marina conocida también por el apelativo de “La Malinche” se encuentra en el Archivo General de Indias.
Murió en México en 1559 y fue enterrado en la capilla mayor de San Francisco. Su hijo Francisco le sucedió en el cargo de regidor de Veracruz.